# 索菲伊夫卡 (法斯蒂夫區)
49°56′40″N 29°44′25″E / 49.94444°N 29.74028°E
索菲伊夫卡（烏克蘭語：Софіївка）是位於烏克蘭北部的村莊，由基辅州法斯蒂夫區的科然卡市鎮負責管轄。該村始建於1919年，面積0.35平方公里，海拔高度213米，2001年人口244，人口密度每平方公里697.1人。